# كأس ألمانيا 1995–96
كأس ألمانيا 1995–96 (بالألمانية: DFB-Pokal 1995/96)‏ هو الموسم 53 من كأس ألمانيا. أشرف على تنظيمه اتحاد ألمانيا لكرة القدم، وكان عدد الأندية المشاركة فيه 64، وفاز فيه نادي كايزرسلاوترن.